# 섹스투스 엠피리쿠스
섹스투스 엠피리쿠스(그리스어: Σέξτος Ἐμπειρικός, 기원전 2세기부터 아마 3세기)는 알렉산드리아, 로마, 아테네 등 여러 가지 토지에 살았다는 의학자, 철학자이다. 그의 철학적 저작은 고대 그리스·고대 로마의 회의론으로서 거의 완전한 형태로 현존하고 있다.
의학적인 저작에 대해서는, 전승에 의하면 그 자신의 이름에 연관된 '경험주의' 학파 (아스크레피아데스 Asclepiades의 항을 참조)에 속하고 있었다고 여겨진다. 그렇지만, 저작중에서 적어도 두 번, 자기 자신을 '방법주의' 학파에 가까운 곳에 두고 있어 또 이는 그의 철학으로부터도 들어 알려지는 것이다.

## 저작
'피론주의 철학의 개요' (Πυῤῥώνειοι ὑποτύπωσεις, Pyrrhoneioi hypotyposeis), 그리고 '수학자에 대해서' (Adversus Mathematicos)라는 제목의 동명위작 (한 편은 아마 미완)이 2작, 합계 3작이 현존하고 있다.
'수학자에 대해서'의 전반 6권은 '교사들에 대해서'라는 제목으로 알려져 있지만, 전통적으로 각각의 권에 고유의 제목이 붙여져 있다. '문법학자에 대해서' (제1권), '수사학자에 대해서' (제2권), '기하학자에 대해서' (제3권), '산술가에 대해서' (제4권), '천문학자에 대해서' (제5권), '음악가에 대해서' (제6권). 이러한 저작이 섹스투스의 최만년의, 그러므로 완성된 형태로의 저작이 되고 있다.
'수학자에 대해서'의 제7권부터 제11권은 완전한 모습으로 현존하고 있는 것은 아니고, 학자서에 의하면 적어도 1, 많으면 5권분의 저작이 없어져 있다. 현존의 부분에는 '논리학자에 대해서' (제7, 8권), '의학자에 대해서' (제9, 10권), '윤리학자에 대해서' (제11권) 등의 통명이 충당되고 있다. '수학자에 대해서' 제7-11권은 '독단주의자에 대해서'라는 제목이 충당되어 다른 저작으로 여겨지는 일이 있다 (그렇다면 '논리학자에 대해서'는 제1, 2권, '의학자에 대해서'는 제3, 4권, '윤리학자에 대해서'는 제5권으로 불리게 되지만, 제1권의 전에 없어진 부분이 있는 것을 기억해 두지 않으면 안 된다).
덧붙여서 '수학자에 대해서'와 '피론주의 철학의 개요'라는 제목 이외는 통명이며, 저작중에 나오는 것은 아니다.

## 사상
섹스투스는 모든 신념에 대한 판단을 정지해야 한다, 즉 어느 신념에 대해 참이나 거짓이라고 판단하는 것을 삼가야 한다고 주장한다. 이 입장은 피론적 회의론으로서 알려져 있다. 섹스투스에 의하면, 이 입장은 아카데메이아적 회의론, 즉 지식 그 자체를 부정하는 입장과는 구별을 분명히 하는 것이다. 섹스투스는 지식 그 자체의 가능성을 부정하지는 않는다. 참된 신념으로서 무엇인가를 아는 것은 불가능하다는 아카데메이아적 회의론의 입장을 섹스투스는 비판하는 것이다. 그 대신에 섹스투스는 신념을 방폐하는 것, 즉 무엇인가를 알 수 있을지라는 판단을 정지하는 것을 제안한다. 에포케하는 것에 의해서, 우리는 아타락시아(마음의 평안)를 얻을 수 있는 것이다. 섹스투스는 모든 일에 대해 판단 정지를 하는 것도 불가능하지 않다고 생각했다. 왜냐하면 우리는 어떠한 신념도 이용하지 않고, 습관에 따라서 살 수도 있기 때문이다.
섹스투스는 우리의 경험 (예를 들면 심정이나 감각)에 관한 주장을 긍정할 수 있다고 생각한다. 즉, 나는 이렇게 느낀다든가 이런 것을 지각한다는 주장 X에 대해서, 'X인 것처럼 생각된다'라는 것은 가능하다고 말하는 것이다. 그렇지만, 이와 같이 말하는 것은 어떠한 객관적 지식도 외재적 실재도 어떤 말에 특별한 뜻을 가지게 하지 않는다고 지적한다. 그렇다는 것은, 나는 '내가 맛본 벌꿀은 나에게 달다'라는 것을 알고 있을지도 모르지만, 이는 주관적 판단에 지나지 않고, 벌꿀 자체에 임해서 무엇인가 알고 있는 것에는 안 되기 때문이다.
이상과 같이 섹스투스 철학을 해석하는 주석가로서 마일스 버니트(Myles Burnyeat)나 조너선 반스가 있다.
그에 대해 미하엘 프레데(Michael Frede)는 다른 해석을 제시하고 있다. 그에 의하면, 이성이나 철학이나 사변에 의해서 겨우 도착한 신념이면, 섹스투스는 인정한다고 여겨진다. 예를 들면, 내용에 관계없이, 회의론자의 공동체에서 신념으로 여겨진 것 등이다. 이 해석을 취한다면, 회의론자는 신을 믿거나 믿지 않거나, 미덕은 선이다고 믿거나 하겠지만, 미덕이 '본성적으로' 선이기 때문에 그렇게 믿는 것은 아닌 것이다.

## 섹스투스의 유산
'피론주의 철학의 개요'의 정평이 되고 있는 판은 출판업자 앙리 에티엔 (Henry Estienne)이 1562년에 제네바에서 출판한 라틴어 역이 첨부 된 판이다. 섹스투스의 '개요'는 16세기부터 18세기에 걸쳐 유럽에서 넓게 읽혀져 그 중에서도 미셸 드 몽테뉴나 데이비드 흄에 깊은 영향을 주었다. 또, 피에르 벨의 '역사 비평 사전' (Dictionnaire Historique et Critique)에 의해도 섹스투스의 사상은 세상에 알려지게 되었다. 피론주의의 유산에 대해서는 리처드 포프킨 (Richard Popkin)의 'Erasmus로부터 데카르트까지의 회의주의의 역사와 피론주의에의 길'이 자세하다.

## 같이 보기
- 회의주의
- 아타락시아
- Sexti Empirici Adversus mathematicos, hoc est, adversus eos qui profitentur disciplinas, Gentiano Herveto Aurelio interprete, Parisiis, M. Javenem, 1569 (Vicifons).